# Cerro Rincón (campo de hielo patagónico sur)
El cerro Rincón es una montaña glaciarizada del campo de hielo patagónico sur en la Patagonia, ubicada en la frontera entre Chile y Argentina. Se encuentra al oeste del cerro Domo Blanco, al sur del glaciar Marconi y en la parte norte del Circo de los Altares. Se encuentra a una altitud de 2422 m s. n. m.
Del lado chileno se encuentra en el parque nacional Bernardo O'Higgins.
Anteriormente Chile reclamaba la totalidad del cerro, tras el fallo arbitral de la disputa de la laguna del Desierto de 1994, el límite quedó definido en el cerro, reconociéndose como un hito binacional por ambos países.